# 30-я пехотная дивизия (США)
30-я пехотная дивизия (англ. 30th Infantry Division) — дивизия Армии США, сформирована из национальной гвардии штатов Южная Каролина, Северная Каролина, Джорджия и Теннесси. Прозвище — «Старый Орешник» (Old Hickory).

## Первая мировая война
Первоначально дивизия была создана под названием 9-я дивизия (в неё входили отряды из Северной Каролины, Южной Каролины, Вирджинии и Теннесси) в соответствии с планом вооруженных сил 1917 года, но после вступления Америки в Первую мировую войну в апреле 1917 года название изменилось на 30-ю.

## Вторая мировая война
- Сформирована 16 сентября 1940 года.
- Состав: 117, 119, 120-й пехотные полки; 113-й (сред.), 118, 119, 230-й (лег.)полевые артиллерийские батальоны.
- Кампании: Северо-Западная Европа (июнь 1944 — май 1945 гг.; 1-я, 7-я и 9-я армии). Воевала во Франции, Бельгии, Нидерландах.

## Командиры
- генерал-майор Генри Д.Рассел (сентябрь 1940 — апрель 1942 гг.)
- генерал-майор Уильям Симпсон (май 1942 — июль 1942 гг.)
- генерал-майор Лиланд С.Хоббс (август 1942 — сентябрь 1945 гг.)
- генерал-майор Альберт С.Купер (сентябрь 1945 — ноябрь 1945 гг.)